# Aplopsis ferruginea
Aplopsis ferruginea är en skalbaggsart som beskrevs av Blackburn 1892. Aplopsis ferruginea ingår i släktet Aplopsis och familjen Melolonthidae. Inga underarter finns listade i Catalogue of Life.